# Joe Stewardson
Joe Stewardson (Southport, 1927 – Johannesburg, 1997) è stato un attore britannico naturalizzato sudafricano.

## Biografia

### Vita privata
L'attore ha avuto due figli: Deon (1951-2017) e Mathew (1964-2010), i quali entrambi hanno fatto parte del mondo del cinema.

## Filmografia

### Attore

#### Cinema
- King Hendrik, regia di Emil Nofal (1965)
- All the Way to Paris, regia di Jamie Uys (1966)
- Wild Season, regia di Emil Nofal (1967)
- Katrina, regia di Jans Rautenbach (1969)
- Scotty & Co., regia di Peter Henkel (1970)
- Quando la neve imbianca i capelli (The Winners), regia di Emil Nofal e Roy Sargeant (1972)
- Sperrgebiet: Diamantgebied No. 1, regia di Elmo de Witt (1972)
- The Savage Sport, regia di Keith G. van der Wat (1974)
- Vreemde Wêreld, regia di Jürgen Goslar (1974)
- Uno sporco eroe (Target of an Assassin), regia di Peter Collinson (1977)
- My Way II, regia di Jans Rautenbach (1977)
- Piedone l'africano, regia di Steno (1978)
- Follow That Rainbow, regia di Louis Burke (1979)
- April 1980, regia di Jan Scholtz (1980)
- City Lovers, regia di Barney Simon (1982)
- Broer Matie, regia di Jans Rautenbach (1984)
- Torn Allegiance, regia di Alan Nathanson (1984)
- City of Blood, regia di Darrell Roodt (1987)
- Kick or Die, regia di Charles Norton (1987)
- Scavengers - l'avvoltoio bianco (Scavengers), regia di Dee McLachlan (1988)
- La sporca guerra (White Ghost), regia di BJ Davis (1988)
- Atto di pirateria (Act of Piracy), regia di John 'Bud' Cardos (1988)
- Merchants of War, regia di Peter Mackenzie (1989)
- Jewel of the Gods, regia di Robert van de Coolwijk (1989)
- I giganti della foresta (Circles in a Forest), regia di Regardt van den Bergh (1989)
- Brutal Glory, regia di Koos Roets (1989)
- Enemy Unseen, regia di Elmo de Witt (1989)
- The Tangent Affair, regia di Neil Hetherington e Hanro Möhr (1989)
- Let the Music Be, regia di Frans Nel (1990)
- Warriors from Hell, regia di Ronnie Isaacs (1990)
- Deja Vu: Vanessa, regia di Laurens Barnard (1990)

#### Televisione
- Les Diamants du Président - miniserie TV (1977)
- Conversations at Sea, regia di Neil Hetherington - film TV (1981)
- Richard Gush of Salem, regia di Vincent G. Cox - film TV (1984)
- Red Alert - serie TV (1985)
- The Red Elephants - miniserie TV, 7 puntate (1986)
- Die Mannheim-Sage - miniserie TV (1986)
- The Mantis Project, regia di Manie van Rensburg - film TV (1987)

### Regista e attore
- Taxi! (1970)
- The Baby Game (1973)
- Pens en Pootjies (1974)

## Doppiatori italiani
- Pino Locchi in Piedone l'africano